# Moara de apă din Jeloboc
Moară de apă este o moară amplasată în Jeloboc, raionul Orhei, Republica Moldova. Este un monument arhitectural de importanță națională inclus în Registrul monumentelor Republicii Moldova ocrotite de stat cu nr. 1147 (raionul Orhei). Datează de la sf. sec. XX.